# プリズレン連盟

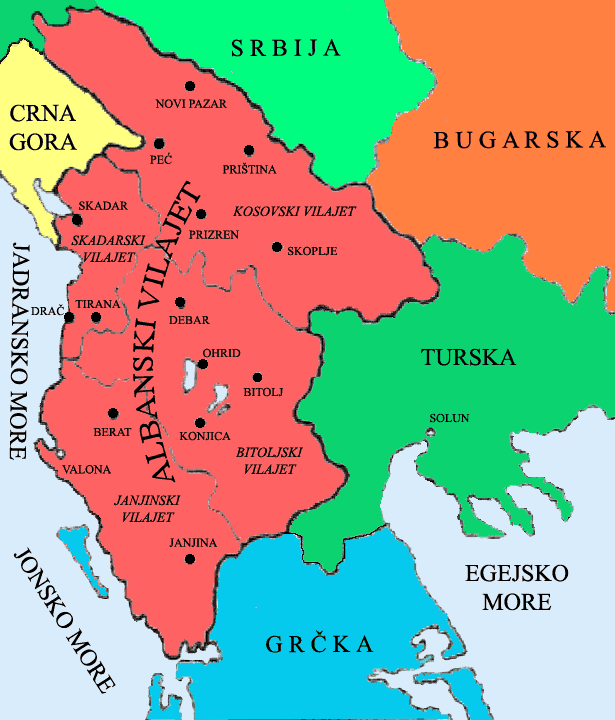
プリズレン連盟の自治が確立した、4つの オスマン帝国の行政区画 （シュコドラ、ヤニーナ、マナストゥル、コソヴォ)

プリズレン連盟（プリズレンれんめい、アルバニア語: Lidhja e Prizrenit）は 1878年6月10日アルバニア人の政治的機関としてオスマン帝国コソボ州のプリズレンで結成した。その目的は、バルカン半島のアルバニア人居住地をスラヴ国家による併合から守り、オスマン帝国の下での自治権を獲得することであった。

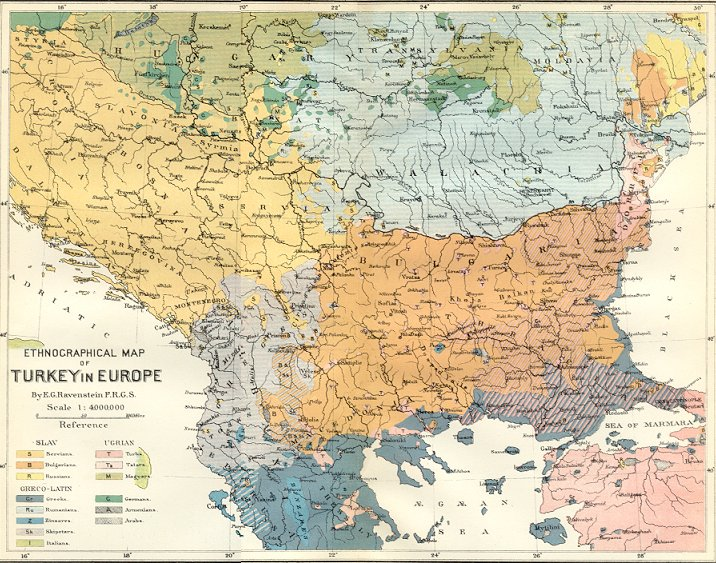
19世紀末におけるバルカン半島の民族分布図

## 連盟の創立まで
プリズレン連盟の歴史は 19世紀のサン・ステファノ条約の頃、オスマン帝国皇帝のアブデュルハミト2世が、スラブ国家による侵略からオスマン帝国領を守るために、アルバニアとボスニア・ヘルツェゴビナに居住するイスラム教徒を支援したことによる。これはアルバニア人の運動に起源を持つものの、後にアルバニア民族主義者と、信仰している宗教を問わないアルバニア人の権利が支えとなり、汎アルバニア国民連盟へと転化した。

## 連盟の歴史
露土戦争により、バルカン半島へのオスマン帝国の影響力は大きく失われ、マケドニア地方とアルバニア人が住む地域を辛うじて保持するに至った。アルバニア人は彼らの土地がモンテネグロ、セルビア、ブルガリア、ギリシャに分割されてしまうことを恐れ、抵抗運動が活発化した。まず露土戦争終結後の最初の条約、サン・ステファノ条約では、アルバニア人の住む地域をセルビアおよびモンテネグロとブルガリアへ割譲することが決められたが、ロシアの影響力の拡大に対する恐れと勢力均衡を覆そうとするオーストリア＝ハンガリー帝国やイギリスによって妨害を受けて条約は破棄された。西欧列強間の揉め事は、その年の内にベルリンの講和会議で収拾された。
サン・ステファノ条約は、アルバニア人およびボスニア人の間に深刻な懸念を惹起し、彼らの指導者に対して、居住地の自警団を組織しようとする状況に拍車をかけることになった。1878年春、コンスタンチノープルに影響力を持つアブデュル・フラシェリ（Abdyl Frashëri）を含む初期のアルバニア国民運動の重要人物たちは、アルバニア民族に対して抵抗を指示する委員会を組織した。5月にこのグループはアルバニア人が住む全ての地域の代表者を集めた総会を開いた。1878年6月10日に約80人の代表者が、コソボ州の都市プリズレンで会合した。彼らのほとんどはイスラム教指導者であるが、氏族長や、その他にも4つのヴィライェトにおいて影響力を持つ人々が集まった。代表者たちは、徴税権と軍隊の設立の権限を持った中央委員会の指導の下に、政治機関としてのプリズレン連盟を結成することを決めた。

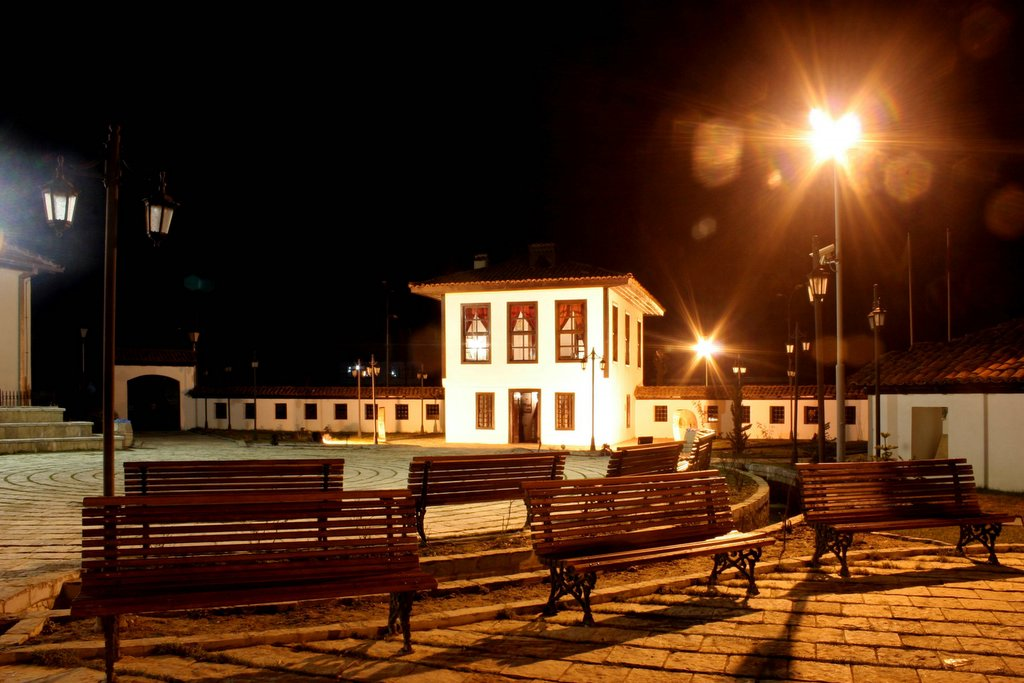
プリズレンにあるプリズレン連盟の建物

発足当時オスマン帝国の当局は、プリズレン連盟を支援する立場にあった。いずれにせよ 大宰相府は、代表者らにアルバニア人であることより、むしろオスマン帝国民であることを、彼ら自身が最初に宣言するよう圧力を加えた。 何人かの代表者は、イスラーム教の土地、すなわち現在のボスニア・ヘルツェゴビナに至る、イスラム教徒の団結と防衛に力点を置くべきであると主張し、彼ら以外の代表者たちはフラシェリの指導の下、アルバニアの自主性の確保と、宗教および種族の境界線を越えた アルバニア人 という国民のアイデンティティの確立のために働くべきであると主張した。
一方、列強の主導するベルリン会議は、連盟から送られた覚書を無視し、ドイツ帝国宰相オットー・フォン・ビスマルクは、アルバニア民族など存在しないとまで宣言した。　宣言後しばらくして、ビスマルクは自ら アルバニアは単に地理的概念を示す語彙に過ぎないとする認識の誤りを自ら認めることになった。　（アルバニア代表不在の）ベルリンでの会議は、アルバニア人指導者が自らの民族の土地としていた都市バル、ポドゴリツァおよび、山に囲まれた地域のグシニェとプラヴァ村をモンテネグロに委譲するとした。　またセルビアもアルバニア人居住地を勝ち取った。アルバニア人のうちオスマン帝国に忠節を誓う人々は、このような領土割譲に対して猛烈な反発を示した。　さらにアルバニア人はイピロス地域のギリシャへの編入の可能性に対しても懸念を持つことになった。このような状況に対しプリズレン連盟は、グシニェ、プラヴァ、シュコドラ、プレヴェザ、イオアニナそしてプリズレンでの武装抵抗組織に努力した。辺境の部族民らはこの時の前線を「血に浮く」と表現した。
1878年8月、ベルリン講和会議はオスマン帝国とモンテネグロ間の境界線策定の実行を促した。また会議はギリシャとオスマン帝国の国境問題の解決を話し合うことも求めた。条約履行に際してアルバニア人がまとめ上げることに成功した抵抗運動は、列強諸国からグシニェとプラヴァのオスマン帝国への返還を勝ち得たものの、モンテネグロに対しては、アルバニア人が多数を占める沿岸の都市ウルツィニの割譲を余儀なくさせられた。しかしウルツィニのアルバニア人はこの列強諸国から押しつけられた決定を認めることが出来ず、最終的に列強諸国はウルツィニを海から包囲した上、アルバニア人の叛徒鎮圧を行うようオスマン帝国官憲へ圧力をかけた。加えて列強諸国は 1881年オスマン帝国領テッサリア、アルタ県地方をギリシャに割譲することを決定した。
領土分割に抵抗するアルバニア人たちは国際的"和平"推進の犠牲となった。アブデュルハミト2世は、太守（パシャ）デルヴィシュ・タルグトに大規模な軍隊を派遣するように命じた。軍事力でプリズレン連盟を抑制し、モンテネグロのウルツィニへの割譲を進めることが目的であった。オスマン帝国に忠誠を誓うアルバニア人はオスマン帝国の軍事介入を支持した。 1881年4月、デルヴィシュ・パシャ率いる10,000の軍勢はプリズレンを占領、ウルツィニの抵抗勢力を壊滅させ、プリズレン連盟の指導者とその家族らは逮捕と強制送還の措置を受けた。逮捕当初、死刑宣告を受けたフラシェリは投獄されて1885年に釈放されたが、その7年後にこの世を去った。迫害の3年間を乗り切ったプリズレン連盟は、列強諸国にアルバニア人の存在を効果的に知らしめ関心を向けさせることができた。そしてモンテネグロとギリシャは、プリズレン連盟による抵抗がなければ得られるはずだった土地よりも、はるかに狭いアルバニア人居住地域のみを獲得するに留まった。
だがアルバニア人にオスマン帝国民の同一性よりも強く民族性を説いてきたアルバニア人指導者たちにとって恐るべき障壁が現れはじめた。まずアルバニア語を話す人々は、地理的、精神的に中心になる地域のない4つの地域に分割されていた。さらにアルバニア人たちがいくつかの異なる宗教信仰をもつため、民族主義指導者は宗教的指導者の排除と国民統一のために必要な、民族同一性の世俗的な特徴づけを迫られた。アルバニア人にとって最も象徴的な同一性の要素は彼らの言語であり、その時点では標準となる正書法もなければ画一的な文字（アルファベット）さえも欠落していた。そのため、ラテン文字、キリル文字、アラビア文字の３つの文字種の選択がなされていたが、３つの文字種の支持者はそれぞれ異なる政治・宗教に対する方向付けによって他の文字種の使用者に対立していた。 また1878年時点で ギロカストラ、ベラトそしてヴロラの学校でトルコ語かギリシャ語のクラスのいずれかがあったところでは、アルバニア語を教える学校はなかった。
19世紀末にアルバニアの知識人たちは、単一のアルバニア標準文語を考案し、これらを学校教育に用いるよう提案した。1879年 コンスタンチノープルにて アブデュルの弟であるサミ・フラシェリ（Sami Frasheri）は、イスラム教徒やカトリック、東方正教会アルバニア正教徒をメンバーとするアルバニア人のための文化的、教育的組織であるアルバニア語出版協会を設立した。アルバニア人でもっとも有名な詩人で、同じくアブデュルの弟のナイム・フラシェリ（Naim Frasheri）は、協会に所属し教科書の執筆と編纂に従事することになる。そしてブルガリアやエジプト、イタリア、ルーマニア、アメリカ合衆国に散ったアルバニア系移民たちは協会の活動を援助した。
一方、アルバニア正教徒に支配力のあるギリシャ人たちは、トルコ人らと協同してアルバニア人文化、特にアルバニア語教育に対する抑圧を行った。1886年コンスタンディヌーポリ総主教庁は、アルバニア人に対してアルバニア語で読み書きをするものは誰彼を問わず破門にすると警告した。彼ら聖職者たちは神はアルバニア語で発せられた祈願文を理解しないであろうという考えを示した。
オスマン帝国はベルリン講和会議の後も、崩壊の一途をたどった。帝国の財政破綻は、スルタンのアブドゥル・ハミド2世の軍制改革を頓挫させ、彼は秩序を維持するため、政治弾圧に頼る事となった。民族主義者の疑いのあるものを投獄することで、帝国内のアルバニア人居住地の政治情勢を統制しようとするが、当局の努力もむなしく失敗する。スルタンは、アルバニア人たちの統一の要求、すなわち四つに分割されたアルバニア人居住地の統一やアルバニア人指導者によるプリズレン連盟の再結成など否定したため、アルバニア人たちが多く居住した地域、特にコソボでは暴動に近い混乱を招くことになった。帝国当局は 1897年再びプリズレン連盟を解散させ、1902年連盟代表を処刑、アルバニアの語学書およびアルバニア語出版物一切を発禁処分とした。その頃マケドニアで、ブルガリア、ギリシャ、セルビアにそれぞれ支援を受けた複数のテロリストが、お互いの勢力の伸張を狙い、オスマン帝国官憲に対して、またお互いに攻撃を加えた。イスラム教徒のアルバニア人が彼らの標的となったため、アルバニア人の過激派も彼らに報復攻撃を行った。1906年アルバニア人指導者たちはビトラでアルバニア人解放のための秘密の会合を持った。その1年後にアルバニア人過激派はコルチャでギリシャ正教会の府主教を暗殺した。
1906年、オスマン帝国の専制に叛旗を翻す、後に統一と進歩委員会へ成長発展した「青年トルコ党」と呼ばれる集団が現れ『必要ならば革命を辞さず』と首都コンスタンチノープルで立憲政治による国家再建を実現することを主張した。 1908年7月、マケドニアの青年トルコ党の反乱軍は、コソボのアルバニア人蜂起を支援し、マケドニアでは帝国陸軍内の広範囲の暴動および反乱にエスカレートした。追い詰められたオスマン帝国スルタン、アブドゥル・ハミド2世は青年トルコ党の主張するオスマン帝国憲法の効力復活および立憲議会による支配の回復に同意した（青年トルコ人革命）。多くのアルバニア人は、青年トルコ党が帝国内のアルバニア人自治を実現することに加勢することを望んで革命に参加しており、革命直後の青年トルコ党はオスマン帝国でのアルバニア語出版の発禁処分、アルバニア語教育の禁止を解除した。これらを受けて、ビトラに会合したアルバニア系知識人たちは、アルバニア語の標準記述文字をラテン・アルファベットとした。しかし 青年トルコ党員の多くは帝国の維持を目的としており、帝国内に無数存在する民族国家主義者たちへの譲歩は考えられなかった。 反革命鎮圧直後つまりアブドゥル・ハミド二世の廃位後の1909年4月、新しい政府は税を徴収し、過激派組織と国家主義者の社会活動を禁止した。またコンスタンチノープルより北のアルバニア高地人に対する更なる国家権力浸透を試みた。 さらに、青年トルコ党は、軽い罪に対する刑罰を合法化、ライフル銃の民間保有を禁止し、アルバニア民族主義の存在を否定した。　加えてオスマン帝国新政府は、イスラム教による結束を通じてアルバニア人の同一性毀損とアラビア文字の教育を進めるために、イスラム教聖職者を利用した。
　これら青年トルコ党議会政府の進める強制的『オスマン帝国臣民化』政策を、アルバニア人は拒否した。新たにアルバニア人叛乱が発生し、1910年4月はじめにはコソボと北部山岳地域に広がった。オスマン帝国軍は、3か月後にこれらの反乱を鎮圧し、アルバニア人の組織を追放した。また全地方の武装解除、アルバニア人のための学校を閉鎖、アルバニア語による出版を再び禁止した。モンテネグロは、アルバニア人の居住する帝国領土の獲得を狙い、オスマン帝国政府に対する1911年に発生した広範囲の反乱になった山岳民族の暴動の後ろ盾となった。ついに武力によるアルバニア人の制圧が不可能と諦めたオスマン帝国政府は、アルバニア人の学校教育と徴兵および課税権限に対する自治権拡大への譲歩を行い、アルバニア語のためのラテン・アルファベットの使用、出版を認可した。しかしながら、政府は、4つのアルバニア語話者が住む州を結合する点は頑なに拒否した。

## プリズレン連盟に関する歴史的な時系列事項
下記は、1993年までのアルバニアの歴史の抄述である。

### 1877年-1878年
露土戦争終結後にサン・ステファノ条約が調印され、アルバニア人居住地域がブルガリア、モンテネグロ、セルビアの諸国に割り振られた。しかし、オーストリア＝ハンガリー帝国および英国は、この条約批准を阻止した。アルバニア人指導者は、コソボのプリズレンに会しプリズレン連盟を結成し、連盟はアルバニアの民族自決を標榜した。ベルリンでの会議で、列強諸国はサン・ステファノ条約を覆し、アルバニア人地域を幾つかの州に分割した。プリズレン連盟は、ベルリン条約がアルバニア人に影響を及ぼすであろう前触れに応じて、組織的抵抗を開始した。

### 1881年
オスマン帝国軍がプリズレンのアルバニアの抵抗勢力を壊滅させた。連盟の指導者とその家族は逮捕・追放された。

### 1897年
オスマン帝国当局は、プリズレン連盟の再結成に対し弾圧、指導者を処刑しアルバニア語出版物に発禁処分を下した。

### 1908年
アルバニア人知識人層は、マナストゥル（マケドニアのビトラ）で会合し、マナスティル会議はアルバニア語の標準文字綴りをラテン･アルファベットとした。この時までは、ラテン文字に加えて、キリル文字、アラビア文字は使用され続けていた。

### 1912年
5月、スコピエ（マケドニア）のアルバニア人はオスマン帝国当局に反旗を翻した。
10月、セルビアとモンテネグロがアルバニア人領域に侵攻し住民の殺戮を開始した。第一次バルカン戦争が勃発し、アルバニア人指導者は、独立国家としてのアルバニアの確立に動く。
11月、アルバニアの代表者はヴロラで、アルバニアの独立が宣言され、暫定政府を発足した。
12月　ロンドンで外交官会議が開かれ、アルバニアの将来について議論がなされた。

### 1913年
5月、ロンドン条約の締結で第一次バルカン戦争は終わったがすぐに第二次バルカン戦争が勃発した。11月、ブカレスト条約の締結で第二次バルカン戦争が終結、列強諸国はアルバニア人国家の独立を承認した。しかし人口統計ではアルバニア人が居住する領域の半分（コソボやチャメリアのような地域）は無視され、モンテネグロ、セルビア、ギリシャなどに分割された。現在のコソボの北に隣接するトプリツァ郡（Toplica）や、現在のセルビアに含まれるヤバニツァ郡（Jabanica）のメドヴェジャ、プチニャ郡のブヤノヴァツ、プレシェヴォの各自治体に分割された（ブヤノヴァツ、プレシェヴォ両自治体は、コソボには含まれない中央セルビアでは最もアルバニア人の居住比率が高く、プレシェヴォ渓谷として知られる）。

## 総論
プリズレン連盟は、約4世紀に亘ってバルカンの宗主国であり自らのパトロンでもあったオスマン帝国を撤退させた、もっとも明瞭なアルバニア人の反応であったといえる。これとは対照的に圧倒的多数が正教徒だった隣国のセルビア、ギリシア、およびブルガリアに住むアルバニア人は、オスマン帝国との連携を図る方針を追求した。露土戦争後の1878年に締結されたサン・ステファノ条約は、いくつかの独立承認や領土割譲要求、すなわちブルガリア、モンテネグロ、セルビアなどが行ったものについては認められていたからである。1877年～1878年にペヤ、ジャコヴァ、グシニェ、ルマ、現在のマケドニアのデバルとテトヴォから、アルバニア人指導者が集まって、後々に国家の基盤となるものの構築にあたって議論した。初期の段階において民族主義者の卵たちは、物資から資金にいたるまであらゆるものをオスマン帝国から受け取ったが、その代わりに、再度バルカン半島の占領された地を自らの手で奪回する必要に直面することになった。プリズレン連盟は、1877年にコンスタンチノープルのアルバニア自衛権のための中央委員会を設立して資金や強力な武装、外交面でのサポートをオスマン帝国の外務部局である後宮、スプリーム・ポルテから受領した。委員会メンバーには、アリ・イブラ、ジヤ・プリシュティナ、サミ・フラシェリ、ヤニ・ヴレト、パシュコ・ヴァソ、そしてアブデュル・フラシェリが入り、この委員会の綱領は、カナラルナメまたは 決意書という連盟の象徴と呼ぶべきものに収められた。この文書の第1条は、アルバニア人の指導者らは、トルコのスルタン、イスラームのシャリーア、そして 領土の武力による強健な防衛努力を支持することを通じて、バルカン半島のオスマン帝国の領土的統一性の保全と維持という目的を再表明すること、とされていた。
同文書の第6条には、ブルガリアおよびセルビア両方の独立に対する、オスマン帝国の体制支持者と同じ立場に立つアルバニア人の敵意を再表明することが記された。我々は、外国の軍が私達の土地を侵すことを許してはならない。我々はブルガリアを承認しない。セルビアが不法に占領した土地から平和的撤退しないのであれば、我々は バシ・バズークを送らなければならない。そしてモンテネグロを含むこれらの地域を解放するよう徹底的な努力を払わねばならない  と。また彼らは、オスマン帝国の属州すなわちコソボ、スクタリ、イャネイェボ、ビトラ、ビトリの4つを統一したアルバニア州とすることを要望していた。
サン･ステファノ条約は、後にオーストリア＝ハンガリー帝国およびイギリスの影響によりベルリン条約で反故となった。後者の条約は 大アルバニアを標榜するアルバニア国家主義者が、その地域を占拠した他の民族系国家と対立せざるを得ない要求であることが確認された。
1878年7月 アブデュル・フラシェリ（Abdyl Bey Frasheri）に率いられた 60人のプリズレン連盟のメンバーは、ベルリン会議の列強諸国代表に対して、露土戦争におけるアルバニア問題の解決について質問する書簡を送った。しかしこの書簡は無視され、まずセルビアとブルガリアへの領土割譲がアルバニア問題を放置して進められた。これを見てプリズレン連盟は、ギリシャの主張するイピロス割譲に対する反対の要求が容れられないことを推測し、武装した抵抗勢力をグシニェ、シュコドラ、プリズレン、ヤニーナで組織する。
終に外交段階で彼らの要求が退けられたため、アルバニア人抵抗勢力は、バルカン半島近隣諸国との軍事衝突の道に進むことを決意。トルコからの軍事物資支援を受け北部エピルスの制圧に成功する。そのため1881年までこの地域のギリシャへの割譲は行われなかった。
このベルリン会議の結論が不如意に至ったことに加え、連盟がオスマン帝国からの完全なる独立を模索していることを察知した当局は連盟にの解散命令を提示する。これに反した連盟は16,000人の武装したメンバーを率い武力をもって革命を開始した。　1878年8月、アルバニア人の闘士たちはオスマン帝国の特使メフメト・アリ・パシャをジャコヴァで殺害した。  ついで連盟は、コソボの都市ヴシュトリ、ペヤ、ミトロヴィツァ、プリズレン、そしてジャコヴァの支配権をトルコ人から奪取した。アルバニアの自治運動を導く連盟は、オスマン帝国の支配を拒否しトルコからの完全な権力継承を求めた。オスマン帝国は、連盟の軍事的抵抗を潰すため、デルヴェシ・パシャに率いられた軍を派遣し、1881年4月プリズレンを奪回、ウルツィニの抵抗拠点を撃破した。連盟の指導者とその家族は殺されるか、逮捕・追放された。
連盟の活動最盛期にはアルバニア民族に対する列強の国際的関心を集めることとなった。　そして彼らの運動は、後にイタリア王国とオーストリア＝ハンガリー帝国から多大な支援を受けることになったペヤ連盟と、第二次プリズレン連盟のための道を開くことになる。

## 参照・脚注
1. ↑  （Ulcinj / アルバニア語でウルチニ Ulqini）
2. ↑  これは希土戦争の発端となった。
3. ↑  アルバニア語#文字を参照
4. ↑  バスティナード(en)（すなわち杖で打つこと）
5. ↑  http://www.illyrians.org/coalbania.html
6. ↑  （オスマン帝国の不正規兵、bashi-bazouk/akindjias）